# Storm (sastav)
Storm bio je norveški viking/folk metal sastav.

## Povijest
Storm bio je glazbeni projekt gdje svirali su Gylve "Fenriz" Nagell iz skupine Darkthrone i Sigurd "Satyr" Wongraven iz skupine Satyricon. Projektu se pridružila pjevačica Kari Rueslåtten. Sastav osnovan je 1993. u Oslu. Godine 1995. objavljen je jedini album sastava Nordavind. Storm je bio jedan od prvih sastava folk metala i viking metala. Sastav se raspao 1995. nakon izdavanja jednoga albuma. Kari je započela samostalnu karijeru, a Fenriz i Satyr krenuli su u druge projekte.

## Članovi sastava
- Herr Nagell – bubnjevi, vokal
- S. Wongraven – gitara, bas-gitara, klavijature, vokal
- Kari Rueslåtten – vokal

## Diskografija
- Nordavind (1995.)